# Josef Vysloužil
Josef Vysloužil (16. března 1829 Příkazy – 16. května 1899 Příkazy) byl rakouský politik z Moravy; poslanec Moravského zemského sněmu.

## Biografie
Byl pololáníkem v Příkazech, synem Jana Vysloužila z téže vesnice. Jan Vysloužil patřil mezi významné místní sedláky, byl jedním ze tří zástupců vesnice Příkazy při jednáních o přeměně robotních povinností na platy v letech 1829–1837. Josef se narodil v místní usedlosti čp. 19. Později toto hospodářství převzal po otci. Zajímal se o veřejné dění, v soukromé knihovně uschovával noviny vydávané K. H. Borovským. Roku 1864 koupil mlátičku na obilí s ručním pohonem. Působil jako předseda akciového cukrovaru v Holici. Už koncem 60. let se zde společně s rolníkem Františkem Zbořilem pokusil o založení rolnického cukrovaru. Upsali 500 akcií a podali si žádost o stavební povolení. Později ale plány opustili, protože poloha Příkaz se ukázala být pro podobný průmyslový podnik nevhodnou (slabý zdroj vody a neexistence železničního spojení). V roce 1870 pak byl v tříčlenném zakladatelském výboru pro cukrovar v Holici. Působil i jako starosta Příkaz. Do této funkce usedl již v roce 1864. Znovu byl do starostenské funkce zvolen roku 1870 a 1885. V roce 1893 byl protektorem národopisné výstavy v Příkazech. Byl členem Vlasteneckého spolku musejního v Olomouci a Ústřední rolnické záložny v Olomouci.

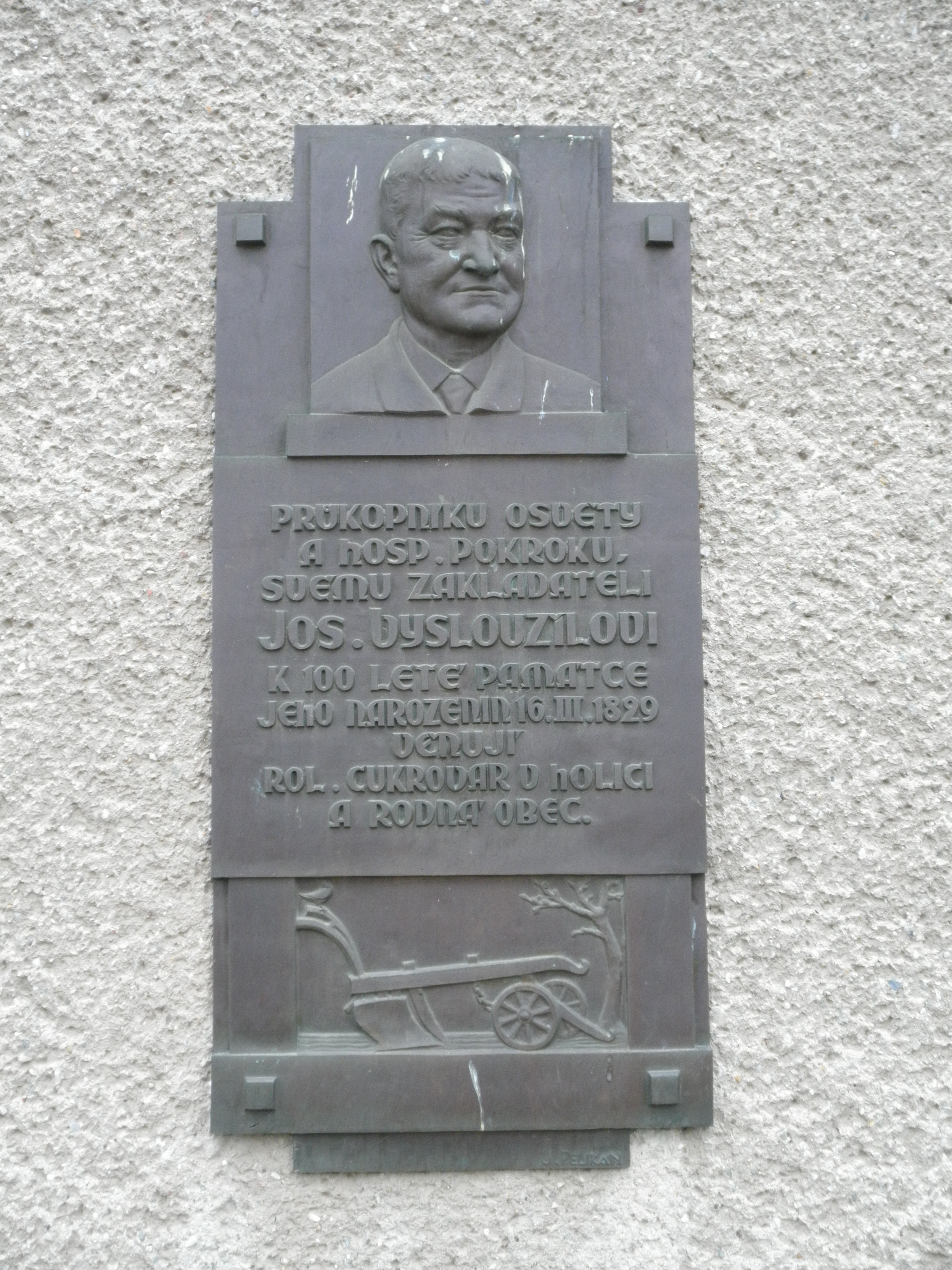
Pamětní desku v obci Příkazy ke 100. výročí narození Josefa Vysloužila vytvořil Julius Pelikán v roce 1929.

Koncem 19. století se zapojil i do vysoké politiky. V zemských volbách v roce 1890 byl zvolen na Moravský zemský sněm, kde zastupoval kurii venkovských obcí, obvod Olomouc-okolí. V roce 1890 se na sněm dostal jako oficiální kandidát Moravské národní strany (staročeské).
Zemřel v květnu 1899. Příčinou úmrtí byla dna. Bylo mu 70 let a 2 měsíce.